# Nadia Hafid

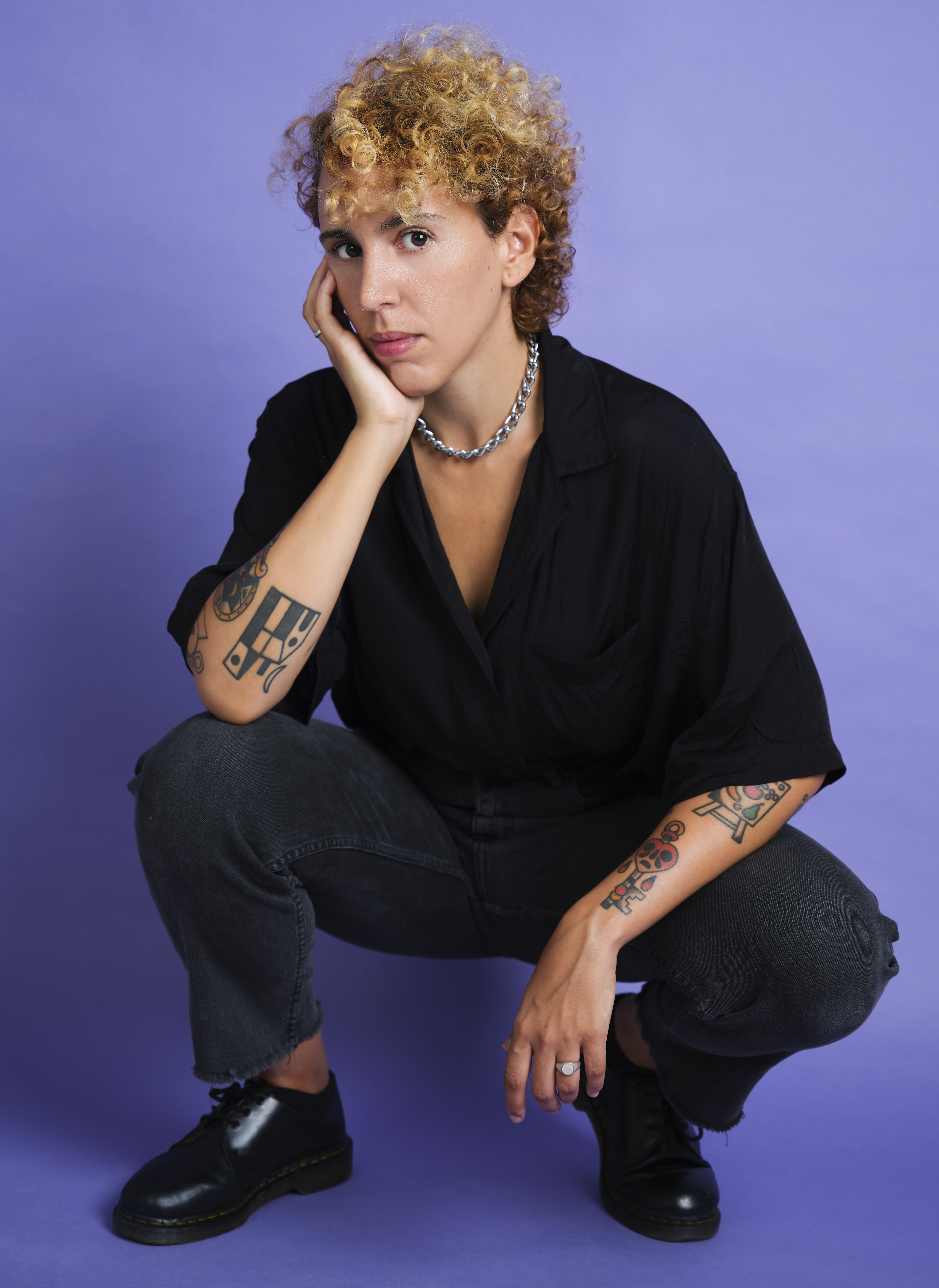
Nadia Hafid, 2022

Nadia Hafid (* 1990 in Terrassa) ist eine in Barcelona ansässige Illustratorin.

## Leben
Sie studierte Bildende Kunst an der Universität Barcelona und danach Angewandte Wandkunst an der Llotja-Schule. Das Zeichnen kombiniert sie mit ihren Comic Projekten, in diesem Feld gilt Hafid als ein junges Talent dank ihres stark ausgeprägten Stil, minimalistisch aber mit Konstrasten. Ihre Werke sind in verschiedenen Publikationen und Marken zu finden, unter anderem z. B. The New Yorker, The New York Times, The Economist, Monocle Magazine, El País, Ogilvy & Mather. Außerdem sind ihre Zeichnungen auf mehreren Titelseiten der Babelia-Beilage der Zeitung El País erschienen.
Hafid fing in der Welt der Comics durch das Fanzine und Einzelpublikationen an, aber im Jahr 2020 wurde ihren erster langer Comic, El buen padre, in Sapristi (Roca Editorial) veröffentlicht. Außerdem wurde dieser in die Liste der besten Comics in Spanien aufgenommen.

## Werke
- El buen padre (2020, Sapristi)